# Sint-Jacobuskapel (Belfeld)
De Sint-Jacobuskapel is een kapel in Geloo bij Belfeld in de Nederlandse gemeente Venlo (provincie Limburg). De kapel is gewijd aan de heilige Jakobus de Meerdere, de beschermheilige van onder andere Santiago de Compostella.

## Geschiedenis
In 2019 werd de kapel gebouwd Jan Coopmans als dank voor een behouden thuiskomst na zijn pelgrimstocht naar Santiago de Compostella. Coopmans is lid van de Broederschap van Sint Jacobus de Meerdere waarvan ook twee andere leden een aan de heilige kapel hebben gebouwd in Herten en Thorn. Op 20 juni 2019 werd de kapel ingezegend.

## Gebouw
De bakstenen niskapel van 230 centimeter hoog, 132 centimeter breed en 86 centimeter diep is opgetrokken op een rechthoekig plattegrond en bestaat uit een breder basement, een iets smallere opbouw en gedekt door een zadeldak met zwart geglazuurde pannen. In de achtergevel en zijgevels zijn hardstenen aangebracht met daarin teksten gegraveerd.
| linkerzijde                     | achterzijde | rechterzijde                    |
| ------------------------------- | --- | ------------------------------- |
| Pedibus Felix(gelukkig te voet) | Hoc sacelli fundavit erat per Joannes Coopmanscum multi aliis, in A.D. MMXVII Primus lapis positus per Raoul et Marijn Boonen, filii ex Bart et Astrid(Dit kapelletje werd opgericht door Jan Coopmans met veler hulp, in het jaar 2017. Eerste steen gelegd door Raoul en Marijn Boonen, zonen van Bart en Astrid) | Festina Lente(haast u langzaam) |

In de frontgevel is met iets donkere bakstenen een rondboog gemetseld met een grijze sluitsteen waarin een reliëf van een Sint-jakobsschelp. De onderste helft van de rondboog is dichtgemetseld en bevat een gevelsteen met het jaartal als inscriptie:

St. Jacobus
 A.D. MMXVII

In de bovenste helft van de rondboog is een rondboognis aangebracht die wordt afgesloten met een geruit smeedijzeren hekje dat rondom gedecoreerd wordt door rode bloempjes. In de nis staat een Jacobusbeeldje.